# Campeonato de Wimbledon 2003

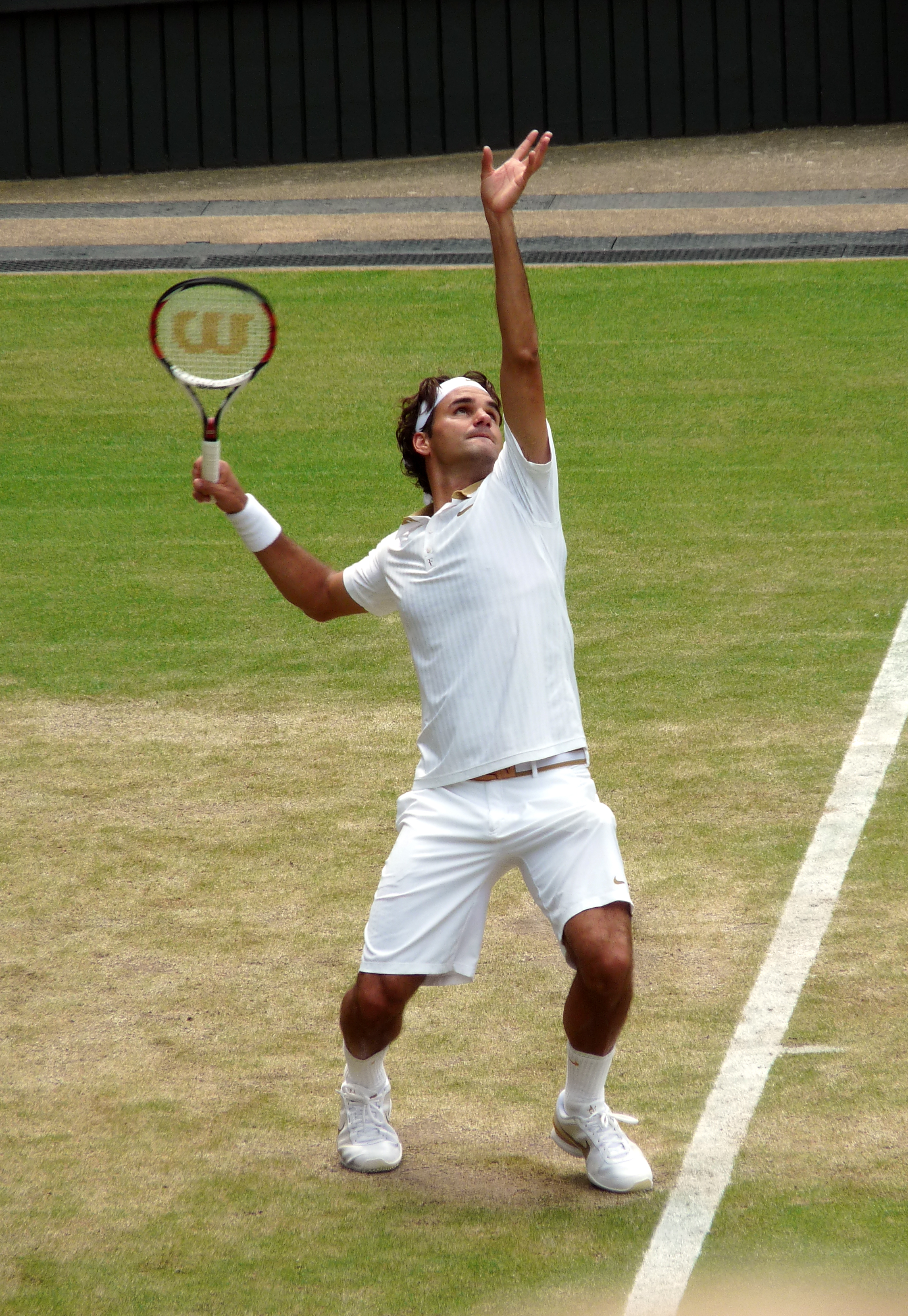
Roger Federer. Wimbledon 2003 fue su primer título de Grand Slam.

Lista de los campeones del Campeonato de Wimbledon de 2003:
| Modalidad            | Campeón                                                      | Subcampeón                                                   | Resultado           |
| -------------------- | ------------------------------------------------------------ | ------------------------------------------------------------ | ------------------- |
| Individual Masculino | Roger Federer¹ ( Suiza)                                      | Mark Philippoussis ( Australia)                              | 7-6(5), 6-2, 7-6(3) |
| Individual Femenino  | Serena Williams ( Estados Unidos)                            | Venus Williams ( Estados Unidos)                             | 4-6, 6-4, 6-2       |
| Dobles Masculino     | Jonas Björkman ( Suecia) · Todd Woodbridge ( Australia)      | Mahesh Bhupathi ( India) · Max Mirnyi ( Bielorrusia)         | 3-6, 6-3, 7-6, 6-3  |
| Dobles Femenino      | Kim Clijsters ( Bélgica) · Ai Sugiyama ( Japón)              | Virginia Ruano Pascual ( España) · Paola Suárez ( Argentina) | 6-4, 6-4            |
| Dobles Mixto         | Martina Navratilova² ( Estados Unidos) Leander Paes ( India) | Anastasia Rodionova ( Rusia) Andy Ram ( Israel)              | 6-3, 6-3            |

¹ Primer suizo (hombre) en ganar un torneo de Grand Slam.

² Navratilova se unió a Billie Jean King en ser los 2 únicos tenistas en ganar 20 torneos deWimbledon.
| Predecesor: 2002                         | 'Campeonato de Wimbledon 2003' 2003 | Sucesor: 2004                           |
| Predecesor: Torneo de Roland Garros 2003 | Grand Slam 2003                     | Sucesor: Abierto de Estados Unidos 2003 |

- Datos: Q832484